# Robert du Palatinat
Robert du Palatinat (allemand : Ruprecht von der Pfalz, parfois appelé allemand : Ruprecht von Rhein, 27 février 1427 – 16 ou 26 juillet 1480) est archevêque de Cologne et prince-électeur de Cologne de 1463 à 1480.

## Biographie
Troisième fils de Louis III du Palatinat d'avec sa seconde épouse, Mathilde de Savoie, il renonce à tout droit sur le Palatinat  et étudie en vue des ordres sacrés auprès des universités de Heidelberg et de Cologne. Il devient chanoine de la cathédrale Saint-Martin de Mayence puis vice-doyen du chapitre cathédral de Cologne et prévôt du chapitre de la cathédrale Saint-Kilian de Wurtzbourg.

### Élection et ordination
Élu archevêque dès le 30 mars 1463, il ne fut confirmé dans son titre par le pape qu'en mai 1464 et consacré évêque seulement le dimanche des Rameaux de 1468. Ce n'est qu'en août 1471 que l'empereur à son tour lui donne les regalia.

### Un gouvernement difficile
Élu à cause de l'influence de sa famille, il eut à garder sa place de prince-électeur alors que la puissance qui était attachée au titre était réduite de partout, en même temps qu'il devait faire face à des problèmes internes, en particulier la diminution des revenus venant des taxes sur le commerce traversant le Rhin, mises en gage par son prédécesseur, Dietrich II von Moers afin de trouver les fonds pour la guerre. Il fut obligé par son chapitre cathédral d'acquiescer à 23 articles qui limitaient ses ressources, ce dont le chapitre et les états du royaume étaient convenus quatre jours avant son élection, et dut aussi céder au chapitre les ressources de la ville de Zons.
Il s'impliqua aussi dans des conflits politiques extérieurs : dès 1467, il s'alliait à Adolphe de Gueldre contre le duc de Clèves, Jean Ier, pensant ainsi regagner le contrôle de Soest, Xanten et Rees.
Une fois reçues de l'empereur ses regalia, il répudia, dès l'automne 1471 les accords qu'il avait lui-même contribué à obtenir en tant que membre du chapitre, et imposait des taxes plus lourdes, ce qui l'amena à occuper Zons pour faire pression.

### Conflit ecclésiastique de Cologne
Sur le territoire de son archevêché, il s'employa à réduire les privilèges des villes. En s'appuyant en particulier sur son frère Frédéric Ier, il se lance dans le conflit ecclésiastique de Cologne, qui s'amplifia en guerre de Bourgogne. La majorité de ses sujets lui refusa alors allégeance et se tourna vers le pape et l'empereur Frédéric III. En rébellion ouverte, ils proclamèrent Hermann de Hesse administrateur et protecteur de l'archidiocèse, tandis que seuls quelques nobles restaient fidèles à Robert. Robert appela à l'aide Charles le Téméraire, qui s'auto-proclama protecteur de Cologne.
Une médiation fut tentée par l'empereur en décembre 1473, mais elle échoua. En 1474, Charles assiège Neuss, un château-fort des rebelles où Hermann avait trouvé refuge. En réaction, la Diète d'Empire décida à Augsbourg de partir en guerre contre Charles, et tout l'empire fut appelé aux armes. Le siège de Neuss dura environ un an, jusqu'à l'acceptation par Charles de la médiation du pape, y compris sur la question de Robert dans son archidiocèse.
Robert avait déjà été excommunié par le pape en 1472 pour ne pas avoir contribué à l'entretien du Saint-Siège ; sa position s'affaiblit encore plus quand son frère cessa de le soutenir, au vu de l'opposition de l'empereur, avant de mourir le 12 décembre 1476. Il perdait le soutien de tous, sauf de Kempen et Altenahr. En mars 1478 il est fait prisonnier par les Hessois. Emprisonné à Burg Blankenstein (Gladenbach), il se soumet à la médiation du duc de Juliers-Berg, et renonce à sa place d'archevêque, avec pour compensation une rente de 4 000 florins or.
Il meurt avant que le pape accepte sa démission et est enterré dans la cathédrale Saint-Martin de Bonn. Son successeur sur le siège de Cologne sera Hermann de Hesse, son adversaire réfugié à Neuss.

### Autres aspects
Malgré tout, Robert a eu quelque succès dans une réforme monastique dont le rayonnement s'est étendu hors de son territoire, jusqu'en Clèves ou Juliers-Berg.
On rapporte qu'il était passionné de chasse et de fauconnerie.

## Sources
- Ressource relative à la religion :   - Catholic Hierarchy
- Notice dans un dictionnaire ou une encyclopédie généraliste :   - Deutsche Biographie
- Notices d'autorité :   - VIAF
  - GND
  - Vatican
- (de) Ellen Widder, « Karriere im Windschatten. Zur Biographie Erzbischof Ruprechts von Köln (1427–1478) », dans Vestigia Monasteriensia. Westfalen - Rheinland - Niederlande : Festschrift W. Janssen (Éd. Ellen Widder, Mark Mersiowsky et Peter Johanek), Bielefeld, Verlag für Regionalgeschichte, coll. « Studien zur Regionalgeschichte » (no 5), 1995 (ISBN 978-3-89534-110-6), p. 29–72.

- (de)/(en) Cet article est partiellement ou en totalité issu des articles intitulés en allemand « Ruprecht von der Pfalz (Köln) » (voir la liste des auteurs) et en anglais « Ruprecht of the Palatinate (archbishop of Cologne) » (voir la liste des auteurs).